# Monge (Schiff, 1992)
Die Monge (Kennung: A601) ist ein Aufklärungsschiff der französischen Marine. Das Schiff ist nach dem französischen Mathematiker und Kryptographen Gaspard Monge benannt, der während der Französischen Revolution Minister für die Kriegsmarine war. Die Monge kann als Leitstand für Raketen und zur Raketenabwehr dienen. Das Schiff ist ein essentieller Teil des französischen Atomraketenprogramms.
Das Schiff wurde 1992 in Dienst gestellt und ist das Flaggschiff des Versuchsgeschwaders (escadre d'essais). Es wird neben der militärischen Aufklärung (Signals Intelligence) auch von der französischen Weltraumagentur zu Forschungszwecken verwendet. Auf dem Schiff dienen eine 120-köpfige Stammbesatzung und 100 zivile und militärische Techniker.
Die Monge ist zwar nur eines von mehreren „Telekommunikationsschiffen“ weltweit, jedoch verfügt weder das russische noch das US-amerikanische Militär über ein Schiff mit einem äquivalenten Leistungsspektrum.

## Technik

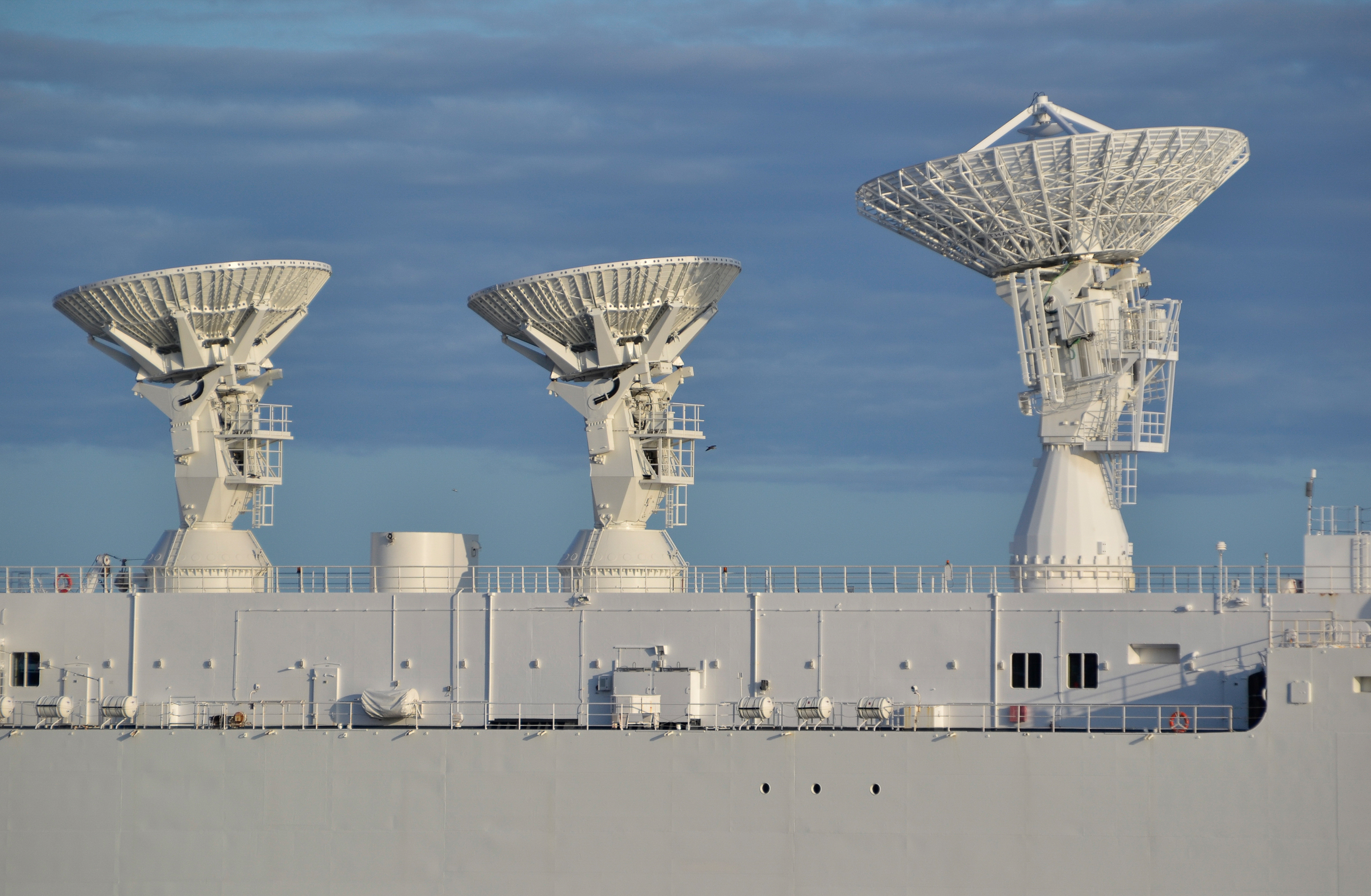
Radaranlagen der Monge

Die Monge ist mit modernstem Gerät ausgestattet, das es ermöglicht, Daten von Raketen und Satelliten zu erfassen und zu dokumentieren.
Das Schiff verfügt über DRBV-15C-Luftraumüberwachungs- und zwei Navigationsradars. Seine Überwachungsausrüstung besteht aus einem Stratus Gascogne, zwei Armor-Radarsystemen, zwei Savoie- and Antares-Missile-Tracking-Radaren, einem Lidarsystem, einer optischen Verfolgungseinheit, sowie 14 Antennen für Telemetrie. Die Echtzeitkommunikation mit dem Heimatland wird über das SES-Sirius-System sichergestellt. Im Gegensatz zu den meisten militärischen Schiffen ist die Monge weiß gestrichen, da ein dunklerer, grauer Anstrich zu weiterer Erwärmung im Inneren führen würde und die Funktionsweise der Geräte beeinträchtigen könnte.